# ケーヨー
株式会社ケーヨー（英: Keiyo Co., Ltd.）は、かつてケーヨーデイツー（ケーヨーD2）の名称でホームセンターをチェーン展開していた企業。千葉県千葉市で創業、同市若葉区に本社を置いていた。
旧社名は、東京と千葉を表す京葉に由来する京葉産業株式会社。DCMホールディングス (DCMHD) の完全子会社となったのち、DCMHDの子会社と合併し解散した。

## 解説
当初の店舗名は「ケーヨーホームセンター」であったが、英語で「日々」を意味する Day to Day を組み合わせた「ケーヨーD2」に変更した。「今日から明日へ、ふだんの暮らしをより豊かに」のメッセージが込められている。店舗コンセプトは「ふだんの暮らし総合店」。
出店地域は主に東日本となっており、特に本部がある千葉県を中心とした関東地方、静岡県・山梨県への出店が多いほか、愛知県など東海地方や、近畿地方の三大都市圏での出店もみられ、特に近畿地方では京都地盤のニック産業を合併した経緯から、旧ニックの店舗を引き継ぐ形で、店舗数を大幅に拡大した。特に京都府では合併前には1軒もケーヨーデイツーの店舗がなかったが、合併でニックホビーショップの店舗がケーヨーデイツーに切り替わったことで、近畿地方では一転して京都府が店舗数トップとなった。
プライベートブランドとして「D2オリジナル」、「D2ゴールド」、「なかよしくらぶ」（主にペット用品）を導入していたが、DCMHDと提携を結んだ（後述）ことで販売を終了し、DCMHDのプライベートブランド「DCMブランド」に切り替えられた。また、他のDCMグループの店舗が近隣にある場合のチラシの共通化なども行われた。

## 歴史

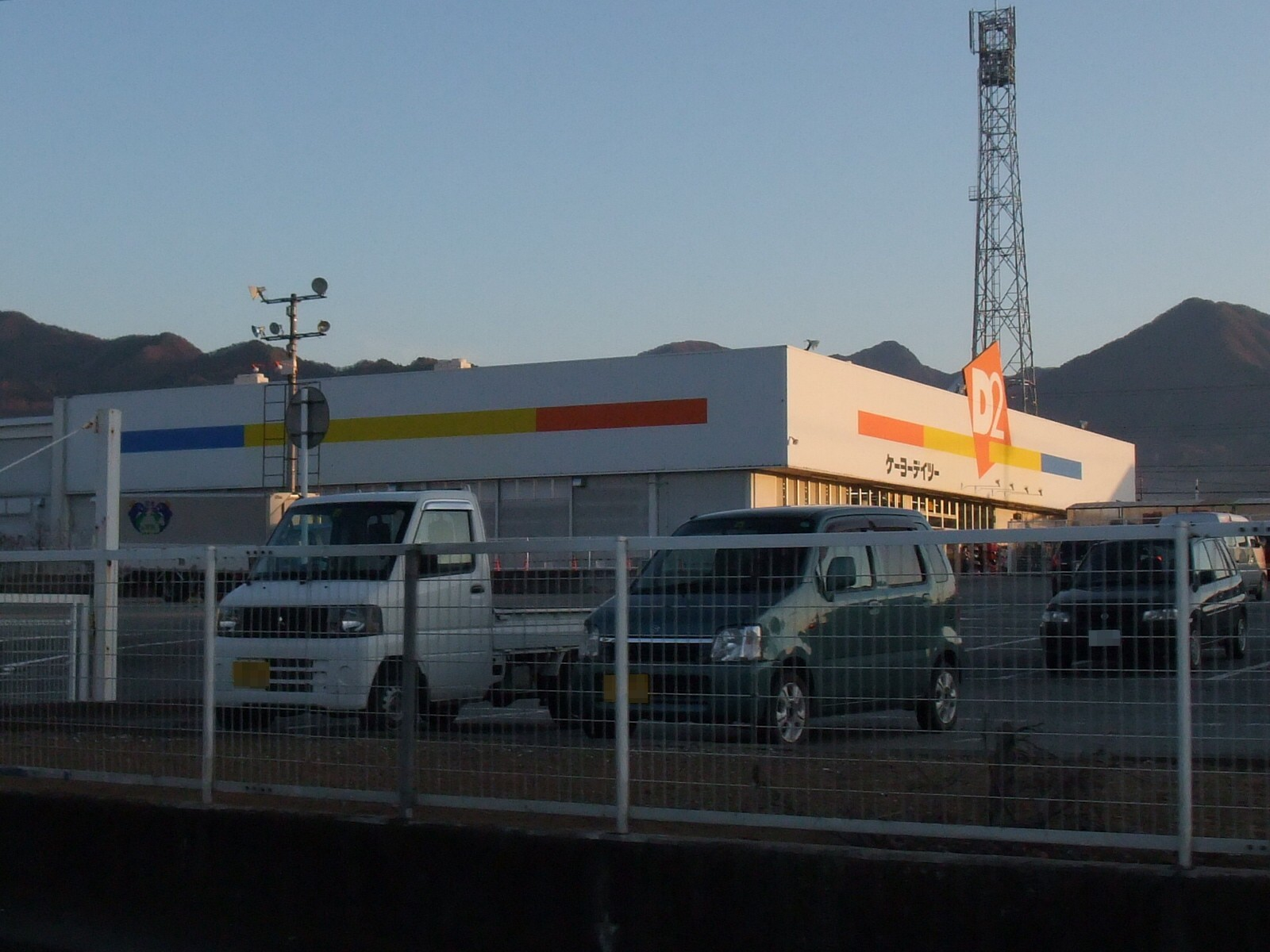
旧デザイン看板
ケーヨーデイツー一宮店（山梨県笛吹市、2010年1月）

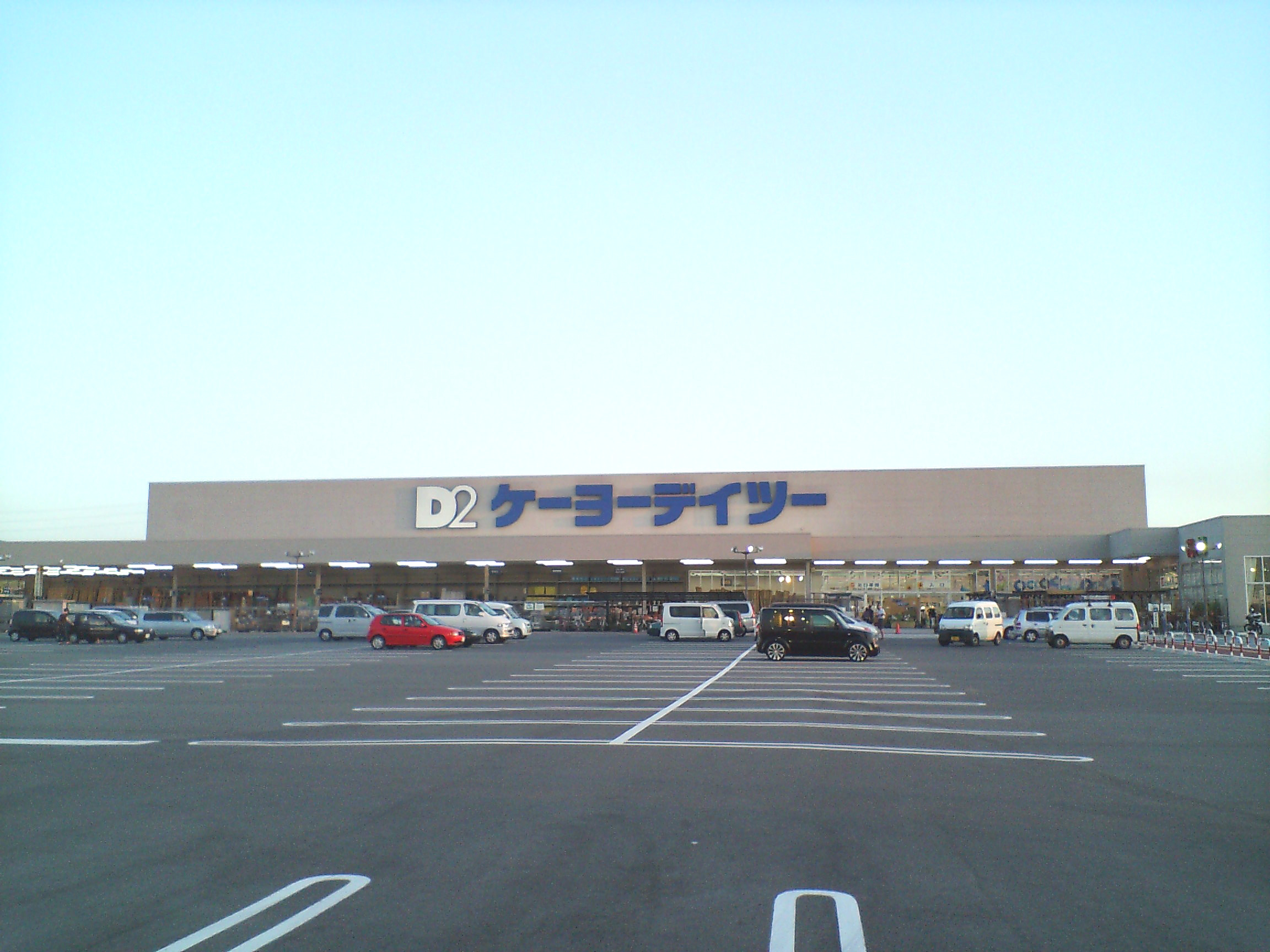
新デザイン看板
ケーヨーデイツー貝塚店（大阪府貝塚市、2007年7月）

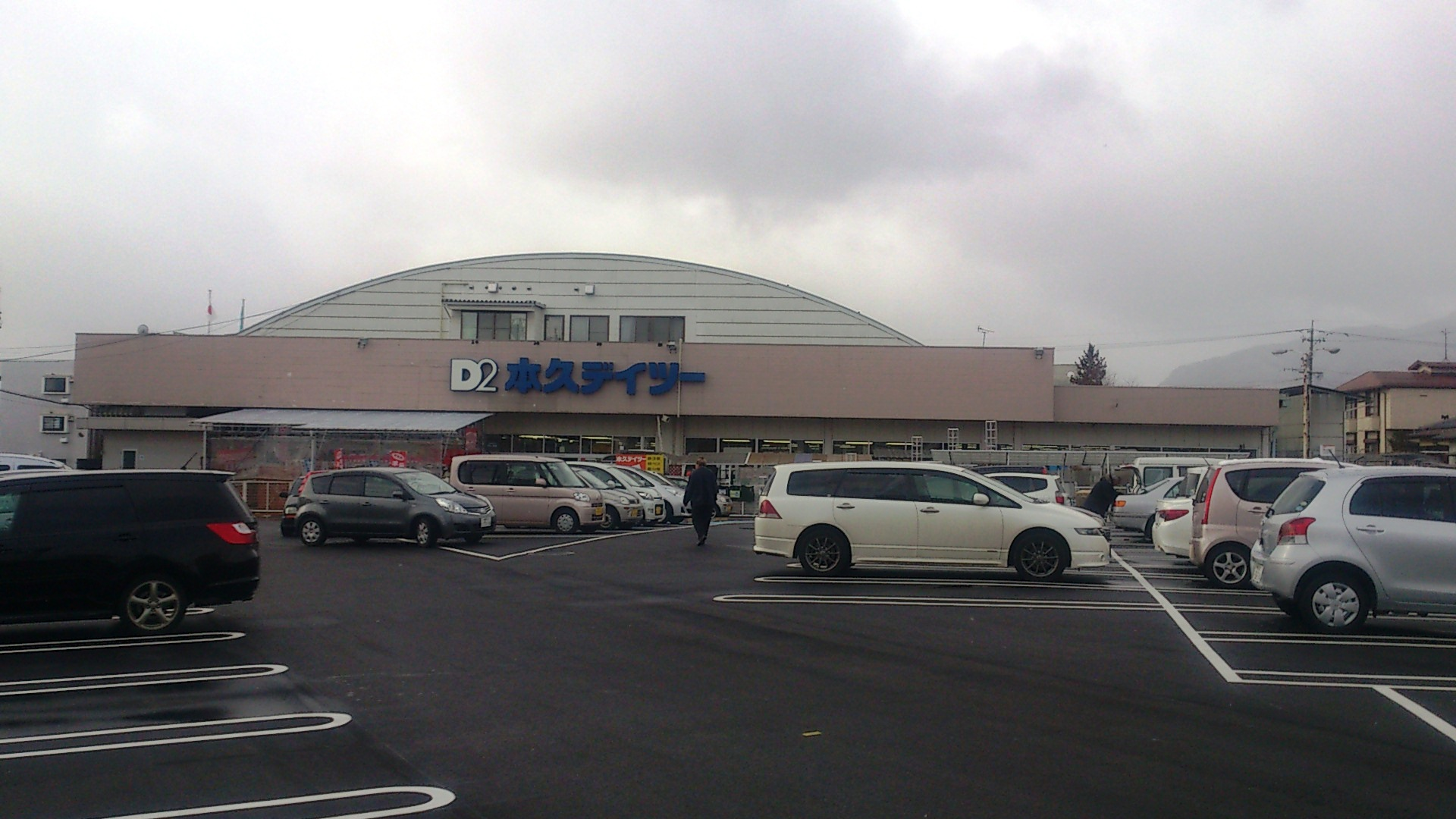
本久デイツーの店舗例（看板デザインはケーヨーデイツーに準ずる）
本久デイツー北長野通店（長野県長野市、2013年12月）

1952年（昭和27年）5月31日に永井幸喜が石油製品の販売を目的として京葉産業株式会社を設立したのが始まりである。1953年（昭和28年）に千葉県千葉市登戸にガソリンスタンド1号店を開設し、三菱石油の販売店として事業を開始した。1964年（昭和39年）11月に三菱石油と特約店契約を締結して石油の卸売りにも参入するとともに、ガソリンスタンド事業の拡大を進めたが、オイルショックで石油業界の将来性への懸念を抱いたことから業態転換を図ることとし、1974年（昭和49年）9月に千葉県木更津市にホームセンター1号店を開店し、ホームセンターの展開を始めた。
1979年（昭和54年）4月に「株式会社ケーヨー」に社名変更し、初の県外出店として埼玉県秩父市に秩父店を出店した。
1983年（昭和58年）からは直営スタンドを事業譲渡して石油の卸売による供給へ切り替えたり、石油元売りに一部スタンドの経営権を返上したりするなどして、石油販売事業の縮小を進めた。

### DCMホールディングスとの提携
2017年（平成29年）1月5日、ホームセンター業界で日本国内最大手であるDCMHDの持分法適用関連会社になり、資本業務提携を締結した。当初DCMHDはケーヨーを完全子会社化とする経営統合を目指していたが、ITシステムや人事統合などに負担がかかるため完全子会社化は断念し、DCMHDからの出資は事業子会社のDCMホーマックと合わせて2割にとどまり、ケーヨーは株式上場を維持することとなった。
その後2023年（令和5年）10月に、DCMHDが当社に対する株式公開買付け (TOB) を実施し成立、DCMHDは当社の株式の90.7%を保有することとなった。
2024年（令和6年）4月12日、業務効率の向上や意思決定の迅速化を図るため、DCMHDの事業子会社であるDCMが同年9月にケーヨーを吸収合併すると発表した。ケーヨーデイツーの店舗名称はDCMへ置き換え、店舗の看板やサインも順次変更することとなった。
2024年（令和6年）9月1日、DCMと合併し解散した。合併に伴い、元々のDCMの店舗名と重複する店舗は、詳しい地名の店舗名に変更した。

### 沿革
- 1953年（昭和28年）4月 - 千葉県千葉市登戸にガソリンスタンド1号店を開設。
- 1964年（昭和39年）11月 - 三菱石油と特約店契約を締結して石油の卸売りに参入。
- 1974年（昭和49年）9月 - 千葉県木更津市にホームセンター1号店を開店。
- 1979年（昭和54年）4月 - 「株式会社ケーヨー」に社名変更。
- 1983年（昭和58年）
  - 9月 - 長野市に本久ケーヨー株式会社を設立。
- 1984年（昭和59年）
  - 11月 - 本社を千葉市へ移転。
  - 12月24日 - 東京証券取引所市場第二部に株式上場。
- 1988年（昭和63年）8月 - 東京証券取引所市場第一部銘柄に指定。
- 1991年（平成3年）
  - 11月 - 「ケーヨーホームセンター」を「ケーヨーデイツー」に店名変更。
  - ジャスコと折半出資で、資本金1億円の株式会社ケーヨージャスコを設立[10]。
- 1992年（平成4年） - 石黒ホーマ（のちホーマックを経て現DCMホーマック）、ジャスコ（現イオン）と業務・資本提携。
- 1994年（平成6年）6月 - 千葉県柏市に物流センター「ケーヨーロジスティクスセンター」設立。
- 2000年（平成12年）12月 - ケーヨージャスコを100%子会社化。
- 2001年（平成13年）1月 - ケーヨージャスコを株式会社デイツーに社名変更。
- 2002年（平成14年）9月 - ニック産業株式会社（ダイニックの関連会社）をTOBにより関連会社化。株式会社デイツーを直営化。
- 2009年（平成21年）
  - 3月 - ニック産業が運営するニックホビーショップ（ニック）の店名をケーヨーデイツーに変更。
  - 9月 - ニック産業および本久ケーヨーを吸収合併。
- 2012年（平成24年）5月31日 - 創業60周年。
- 2016年（平成28年）4月5日 - DCMHDとの間で、業務提携及び経営統合に向けた協議開始を発表。
- 2017年（平成29年）1月5日 - DCMHDの持分法適用関連会社になり、資本業務提携を締結。
- 2022年（令和4年）
  - 7月31日 - 久居インター店（三重県津市）の閉店により、三重県の店舗が消滅[11]。
  - 10月11日 - DCMHDが当社の株式を追加取得し、同社の出資比率が31%強となる[12]。
- 2023年（令和5年）
  - 10月2日 - 同日から同年11月14日までの間、DCMHDが完全子会社化を目的とするTOBを実施[13]。
  - 11月20日 - 上記のTOBが成立し、当社株式のうちDCMHDによる保有率が90.7%となる。
- 2024年（令和6年）
  - 1月4日 - 東京証券取引所プライム市場上場廃止。
  - 1月9日 - 株式売渡請求により、DCMHDの完全子会社となる。
  - 9月1日 - DCMに吸収合併され解散。「ケーヨーD2」のブランド名も廃止[14]。

## 店舗
2016年（平成28年）7月に新業態店舗として改装を行い、ペットショップと園芸用品に特化した「ケーヨーデイツー ペット&グリーンみろく寺店」を神奈川県藤沢市に開店した。また同年、提案型DIY店舗「女性客をターゲットにした都市型実験店」として「iite by D2」（イイテ）を新展開、従来型店舗から転換する形で同年11月23日に船橋坪井店、続いて2017年（平成29年）2月22日にはそめい野店を「iite by D2」に業態変更したが、2020年（令和2年）2月29日をもって「iite by D2」業態は終了。両店とも「ケーヨーデイツー」業態に再転換された。
旧デザインの店舗

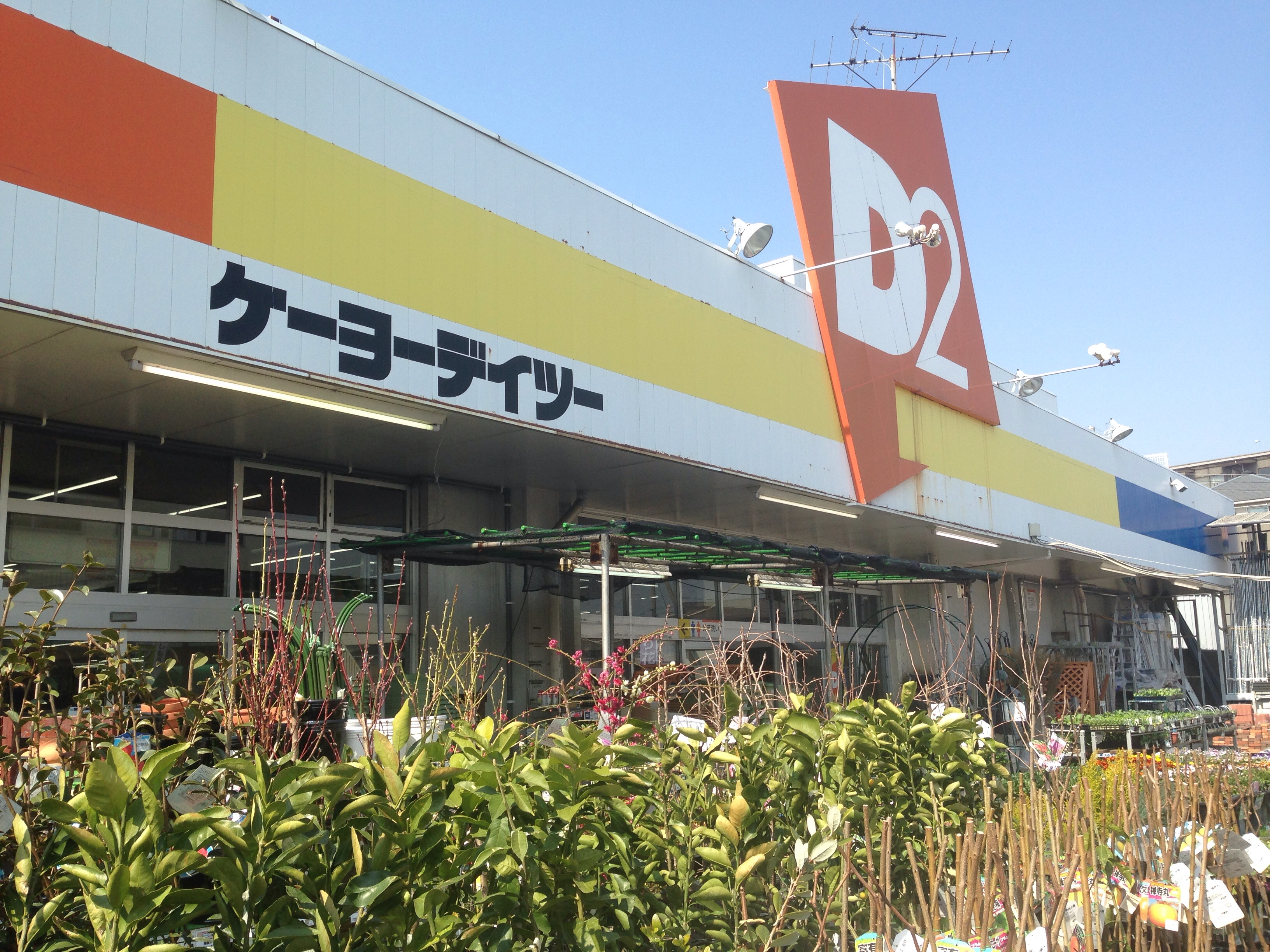
ケーヨーデイツー湘南台店（神奈川県藤沢市、2014年3月）
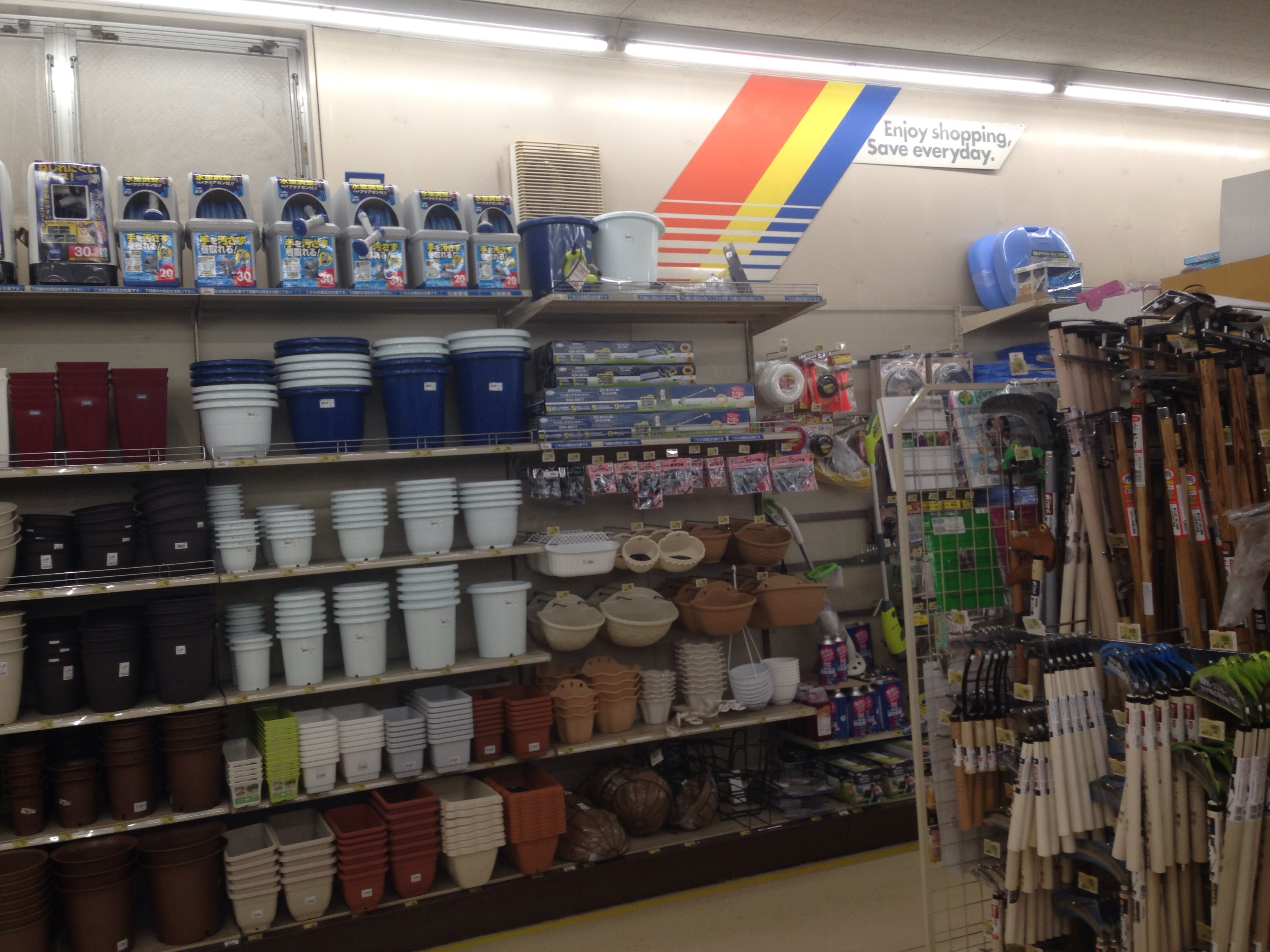
店内の様子（同店）
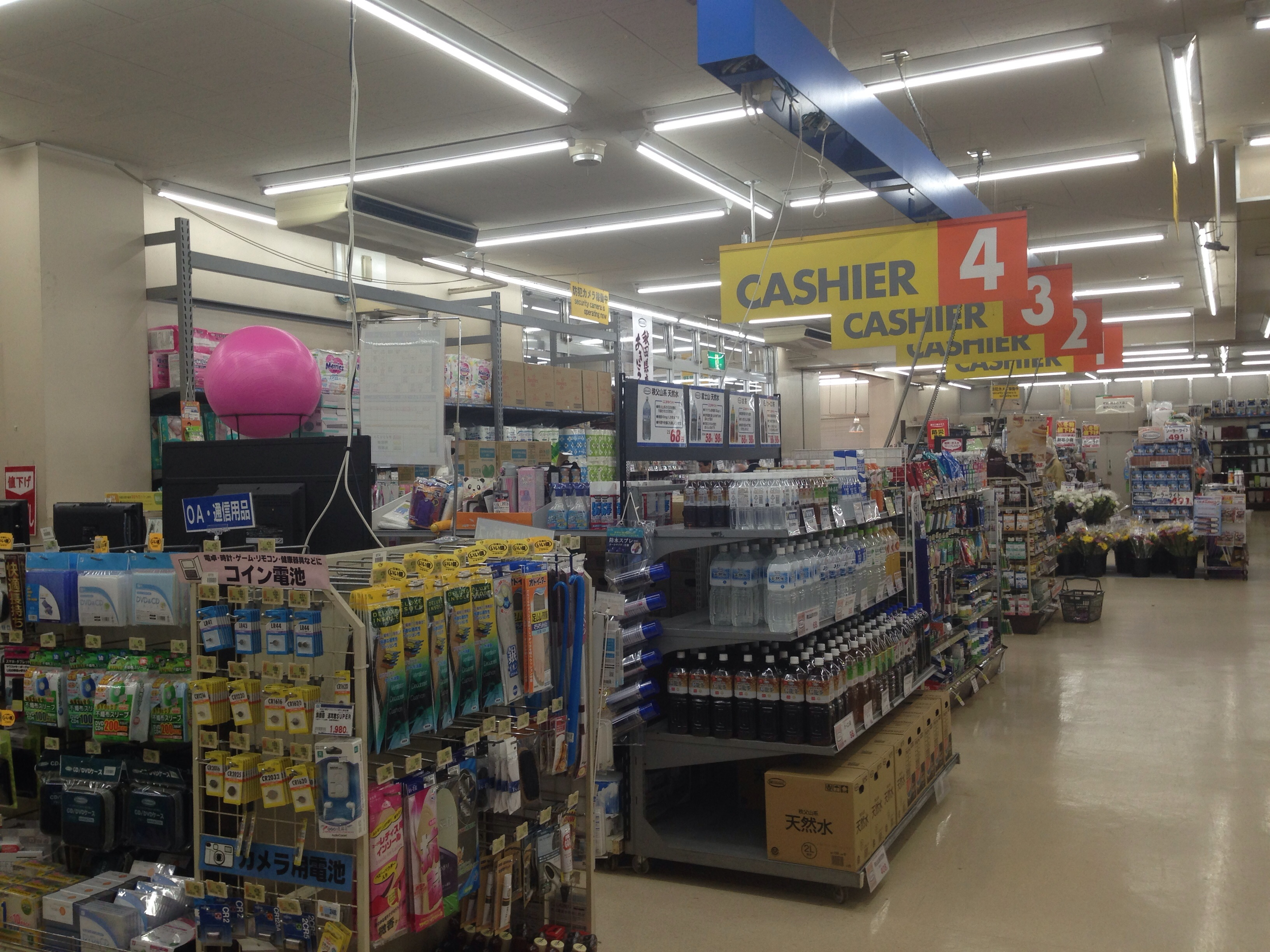
レジカウンター周辺（同店）

新デザインの店舗

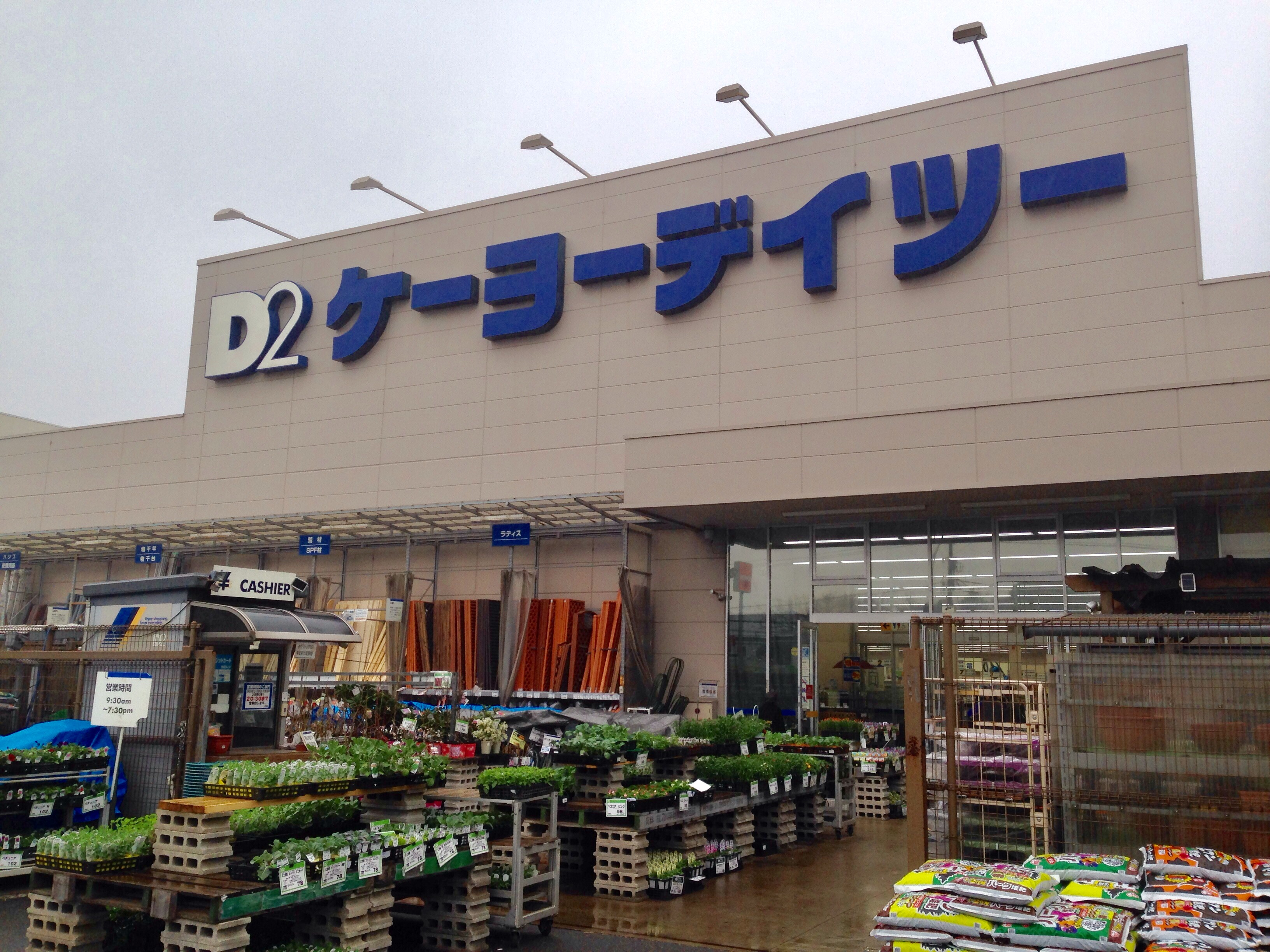
ケーヨーデイツーひなた山店（神奈川県横浜市、2014年3月）
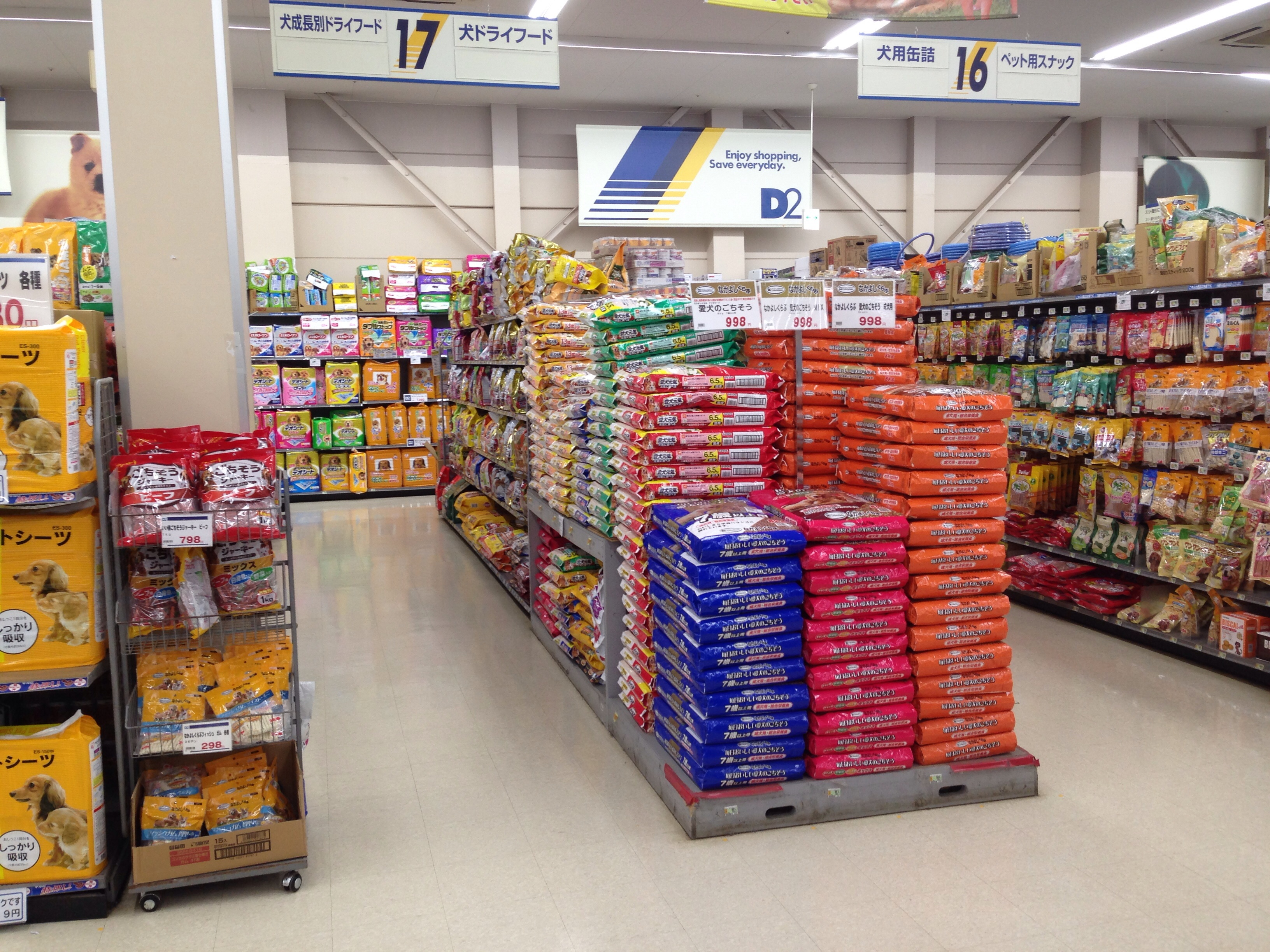
店内の様子（同店）
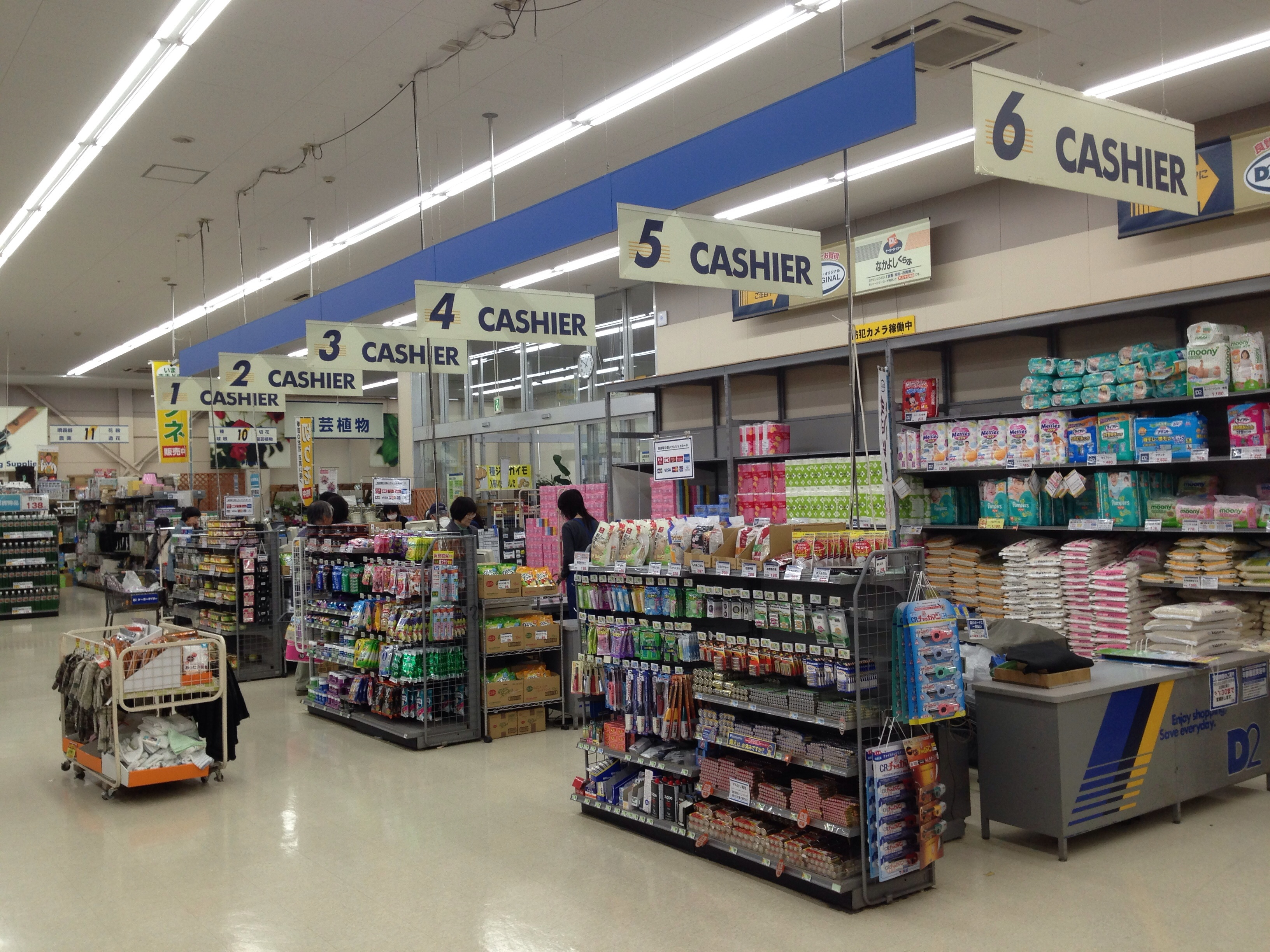
レジカウンター周辺（同店）

### 住宅リフォーム施工事業
1985年（昭和60年）6月に住宅のリフォームを行う「増改築センター」を穴川店内に開設し、1996年（平成8年）2月の分社化を経て、子会社の株式会社デイツーリフォーム（旧：増改築部門）として経営を続けてきたが、2008年（平成20年）7月14日をもって撤退・閉店した。

## 関連会社
- 株式会社ケーヨー保険サービス（非連結子会社） - 保険代理業。2016年3月1日に株式会社カーライフケーヨーから社名変更。2024年8月31日をもって廃業。
- 茂原商業開発株式会社（持分法非適用関連会社） - 千葉県茂原市。ショッピングセンターの経営。
- 株式会社穂高ショッピングパーク（非連結子会社） - 長野県安曇野市。ショッピングセンターの経営。

下記の2社は2009年（平成21年）9月1日付けでケーヨーへ吸収合併された。
- ニック産業株式会社 - 京都府京都市右京区に本社があった企業。ダイニック株式会社（大日本クロス）の子会社で、最大14件のホームセンターを経営していた。
- 本久ケーヨー株式会社 - 長野県内でのホームセンター「本久デイツー」を経営。元々は株式会社本久との共同出資により設立された。